# Apsilops sericatus
Apsilops sericatus là một loài tò vò trong họ Ichneumonidae.